# エムデン
エムデン（Emden）は、ドイツ連邦共和国北西部の都市。ニーダーザクセン州に属しており、東フリースラント地方の主要都市。人口は51,710人（2005年）。

## 地勢・産業
エムス川河口付近に位置する港湾都市。オランダ国境に近く、53°20′ N 07°12′ E に位置し、面積は112.4 km²である。ドルトムント・エムス運河を通じてルール地方と結ばれており、貿易港として重要な役割を果たしているほか、自動車、造船業も盛んである。近隣の都市としては、約65キロ北東にヴィルヘルムスハーフェン、45キロ南西にオランダのフローニンゲンが位置している。

## 歴史
エムデンがいつできたのかは不明であるが、少なくとも8世紀には存在していたようである。古い名前はAmuthon、Embda、Emda、Embden。市の権利と紋章（Engelke up de Muer"）は1405年マクシミリアン1世に認められた。
17世紀、八十年戦争の戦禍を逃れた大量の移民が訪れたことが街の繁栄につながった。カルヴァン派の中心都市の一つとなり、聖書のオランダ語への翻訳が最初に行われた。しかし、エムス川の流れが変わったため物流ルートが変わり、一時の繁栄は失われた。ナポレオン時代にはエムデン及び周辺地域はホラント王国の一部となった。
1870年頃から製紙工場や造船所などの工業が始まった。19世紀末、ドルトムンド-エムズ (Dortmund-Ems) 運河が建設され、ルール地方と繋がった。これによりエムデンはルール地方の外港になり、1970年代まで続いた。運河を通して、南部からは石炭が運ばれ、ライン・ルール地方には鉄が運ばれた。1986年まで鉄の運搬船がエムデンに係留されていた。
1903年にノルトゼーヴェルケの造船所が建設され潜水艦や商船が建造されていたが、2009年にシャーフ工業に売却され、風力原動機の製造工場となる。
第一次世界大戦ではこの都市の名を冠したドイツ海軍の軽巡洋艦エムデンがインド洋で通商破壊を行った。
第二次世界大戦で連合国軍の空襲によりほぼ全ての歴史的建造物を含め町は破壊されつくした。1944年9月6日に最も破壊的な爆撃を受け、街の80％ほどの家が破壊された。にもかかわらず、造船所は破壊を免れたため、英国の標的は市民だったのではないのかと疑われ、市民がナチスによる英国に対する報復を支持する引き金となった。
爆撃を受けたちょうど18年後の1962年9月6日に、街は再建された。

## スポーツ
キッカーズ・エムデンが、エムデンを本拠地とするサッカークラブチームである。

## 姉妹都市
- ヒリンドン、ロンドン、イギリス
- アルハンゲリスク、ロシア
- プレンツラウ、ドイツ

## 出身の有名人
- ウォルフガング・ペーターゼン - 映画監督
- オットー・ヴァールケス - コメディアン・俳優
- ヤーコプ・エムデン - アハローニーム
- フェリドーン・ツァンディ - サッカー選手

## ギャラリー

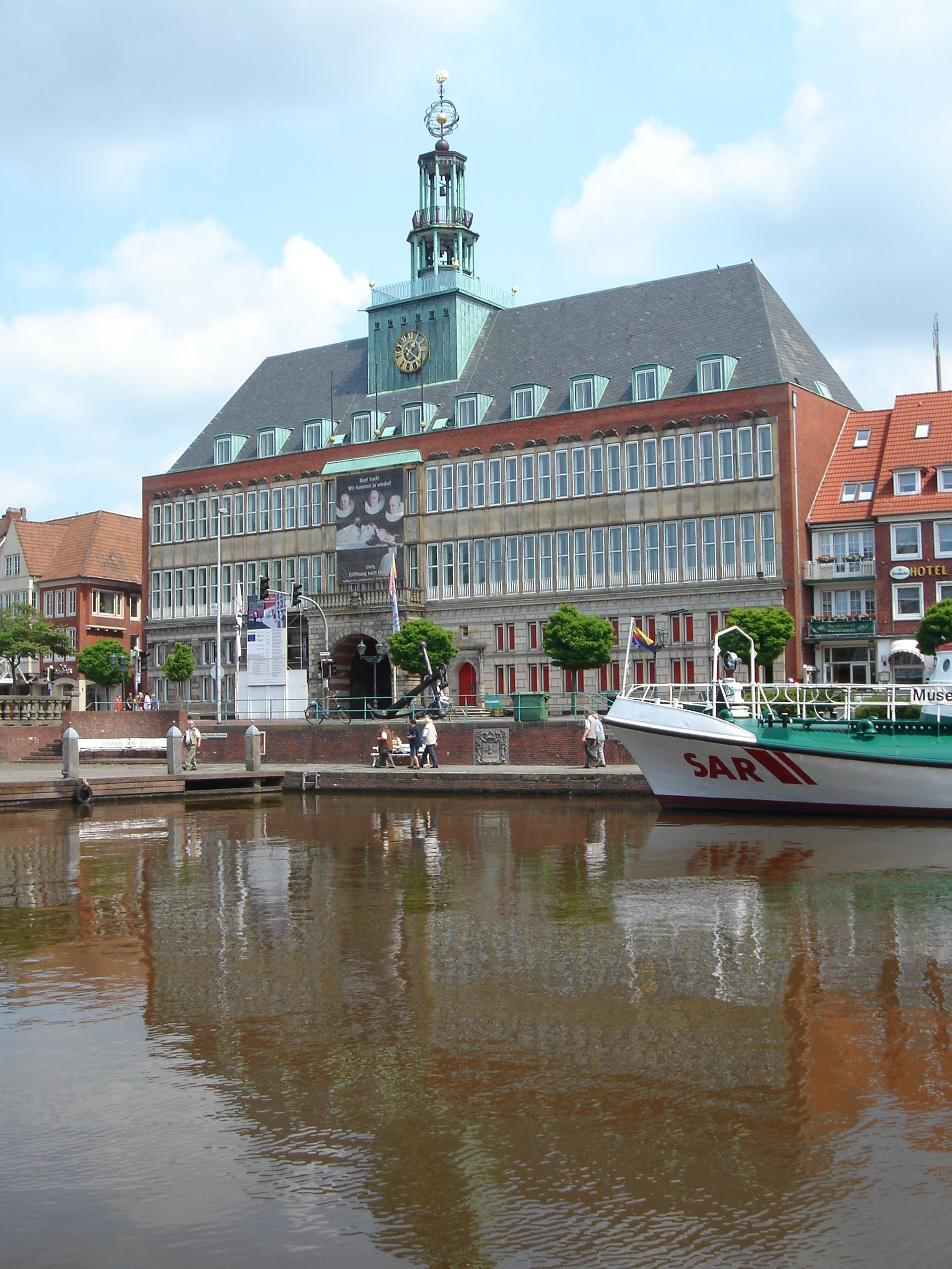
市庁舎
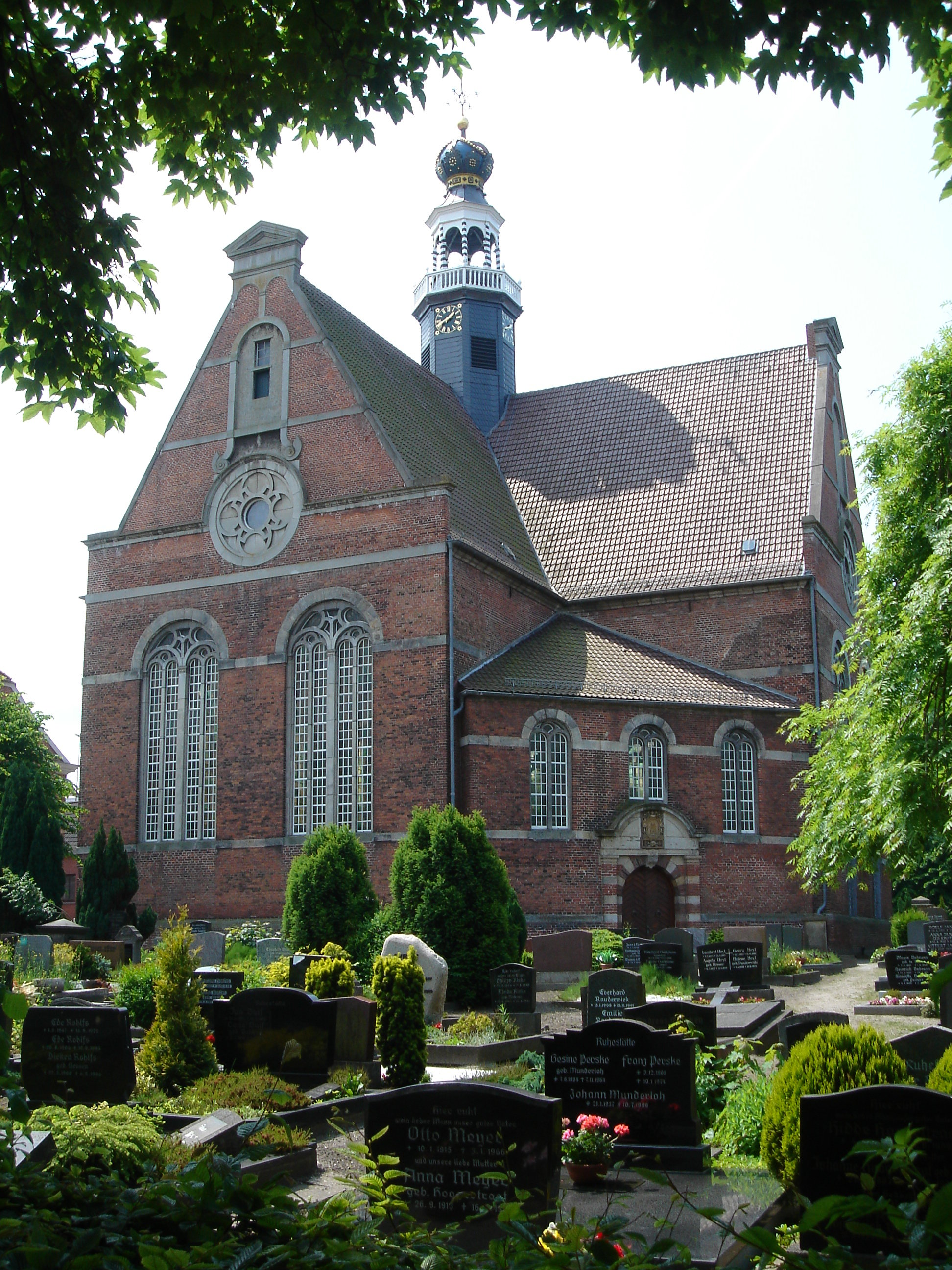
教会

## 引用
1. ↑  Landesamt für Statistik Niedersachsen, LSN-Online Regionaldatenbank, Tabelle A100001G: Fortschreibung des Bevölkerungsstandes, Stand 31. Dezember 2023